# 東格里格斯鎮區 (阿肯色州范布倫縣)
東格里格斯鎮區（英語：East Griggs Township）是位於美國阿肯色州范布倫縣的一個行政鎮區。

## 地方資料
東格里格斯鎮區的面積為66.25平方千米，當中陸地面積為60.56平方千米，而水域面積為5.69平方千米。根據2010年美國人口普查的數據，當地共有人口1544人，而人口密度為每平方千米23.31人。